# 7月4日
7月4日是阳历年的第185天（闰年是186天），離一年的結束还有180天。

## 大事記

### 18世紀以前
- 414年：狄奧多西二世使其姊普爾喀麗亞攝政，後者成為東羅馬帝國的奧古斯都。
- 1054年：阿拉伯、中國和日本天文學家觀測到金牛座超新星SN 1054爆發[1]，其殘骸成為蟹狀星雲。
- 1187年：巴勒斯坦太巴列湖附近發生哈丁戰役。
- 1333年：日本後醍醐天皇軍隊於東勝寺合戰中擊敗鎌倉幕府軍隊，鎌倉幕府宣告滅亡。
- 1528年：英國發生首次嚴重鼠疫。

### 18世紀
- 1776年：第二次大陆会议在英属北美费城通过《美国独立宣言》，宣告北美十三州自大英帝国独立。
- 1779年：法國軍隊佔領西印度群島的格林納達。
- 1780年：秘魯印第安人圖帕克·阿馬魯起義反對西班牙殖民統治。
- 1781年：新格拉納達市民起義。
- 1782年：暹羅曼谷王朝開始。
- 1787年：《越法凡爾賽條約》簽訂。
- 1787年：美國通過西北土地法令。

### 19世紀
- 1802年：美國西點軍校成立。
- 1848年：美國在華盛頓特區為華盛頓紀念碑奠基。
- 1862年：英國作家路易斯·卡羅向愛麗絲·李道爾等人講述故事，其後以此出版《愛麗絲夢遊仙境》。
- 1871年：沙俄以幫助清政府「防機」和「安定邊境秩序」為名，出兵強佔伊犁。
- 1878年：英國及祖魯爆發烏倫迪之役，祖魯戰敗，英祖戰爭正式結束。
- 1886年：都察院左副都御史吳大澂與俄訂立《琿春東界約》。

### 20世紀
- 1903年：太平洋海底電纜投入使用。
- 1904年：中國歷史上最後一次科舉考試。
- 1908年：青年土耳其黨人尼亞齊中尉率部在馬其頓的雷士那（英语：Resen (town)）起義，土耳其資產階級革命拉開序幕[來源請求]。
- 1910年：日俄兩國在聖彼得堡簽訂了第二次《日俄協定》。
- 1910年：黑人拳手約翰遜衛冕成功引起美國種族騷亂。
- 1926年：國民軍誓師北伐。
- 1928年：張學良就任東三省保安總司令。
- 1941年：南斯拉夫游擊隊領袖鐵托組織抵抗力量。
- 1941年：重慶國民政府宣佈和德國及意大利斷交。
- 1941年：AB行動：納粹攻陷利維夫後，處死了利維夫大學的教授及其家人。
- 1942年：中華民國空軍美籍志願大隊–飛虎隊解散。
- 1946年：在美国转交菲律宾自由邦的主权后，菲律宾共和国正式获得完全的独立。
- 1947年：蔣介石頒布《戡亂共匪叛亂總動員令》，實行「戡亂」救國。
- 1949年：遷至廣州的國民政府行政院公布幣制改革令和《銀元及銀元兌換券發行辦法》。
- 1954年：聯邦德國在瑞士伯爾尼3:2擊敗了當時極其強大的匈牙利隊，首次奪得世界杯足球賽冠軍，史稱「伯爾尼奇蹟」。
- 1964年：紀念玄奘逝世一千三百週年法會在西安大慈恩寺舉行。
- 1972年：朝鮮南北雙方發表和平統一聯合聲明。[2]
- 1976年：以色列突擊隊解救在烏干達的恩德培國際機場被親巴勒斯坦劫機者扣留的105名人質。
- 1976年：美國隆重慶祝獨立200週年。
- 1980年：第一屆歐洲核裁軍大會在布魯塞爾結束。
- 1991年：中英兩國就香港新機場安排達成協議。
- 1995年：中共中央決定對陳希同進行審查。
- 1997年：美国国家航空航天局火星探路者号探测器携带着美国首部火星车在火星表面着陆。
- 1998年：怪獸電影《平壤怪獸》在日本東京首映，是北韓有史以來上映最廣的電影。
- 2000年：南非搶救大批因油輪撞毀漏出油污而沾污的企鵝群生。[3]

### 21世紀
- 2001年：海參崴航空公司由葉卡捷琳堡前往海參崴，中停伊爾庫茨克的352號班機，於伊爾庫茨克機場附近失控墜毀，機上145人全部喪生[4]。
- 2005年：美国国家航空航天局的探测器深度撞击号成功撞击坦普尔1号彗星的彗核。
- 2005年：京津城際軌道交通正式開工建設。
- 2007年：台灣貓空纜車正式營運通車。
- 2008年：中國大陸與台灣的兩岸定期包機正式開始。
- 2011年：罗马天主教会根据 《天主教法典》1382条，将6月29日被「中国天主教爱国会」「主席」房兴耀「主教」私自祝圣为「乐山教区主教」的雷世银「神父」除以绝罚（即俗称的开除教籍）。（按照《天主教法典》，主礼房兴耀「主教」亦被绝罚）
- 2012年：欧洲核子研究组织藉由大型强子对撞机的实验，成功发现基本粒子希格斯玻色子。
- 2012年：巴西科林蒂安队在2012年南美解放者杯决赛中击败阿根廷博卡青年队，获得冠军。

## 出生
- 1330年：足利義詮，日本室町幕府第2代征夷大將軍（1367年逝世）
- 1790年：喬治·埃佛勒斯，英國探險家、地理學家（1866年逝世）
- 1802年：約翰·L·赫姆，美國政治人物，第18、24任肯塔基州州長（1867年逝世）
- 1804年：納撒尼爾·霍桑，美國小說家，代表作品《紅字》（1864年逝世）
- 1807年：加里波第，意大利民族英雄（1882年逝世）
- 1826年：史蒂芬·福斯特，美國民謠作家（1864年逝世）
- 1853年：恩斯特·奧托·貝克曼，德國化學家（1923年逝世）
- 1868年：亨丽爱塔·勒维特，美国天文学家（1921年逝世）
- 1872年：卡尔文·柯立芝，美國政治人物，第30任美國總統（1933年逝世）
- 1883年：魯布·戈德堡，美國漫畫家（1970年逝世）
- 1896年：茅盾，中國文学家（1981年逝世）
- 1898年：格特魯德·韋弗，美國超級人瑞（2015年逝世）
- 1911年：吳楚帆，香港男演員（1993年逝世）
- 1916年：戶栗郁子，日裔美國播音員、廣播節目主持人，暱稱「東京玫瑰」（2006年逝世）
- 1923年：錢正英，中國水利專家、政治人物（2022年逝世）
- 1926年：阿爾弗雷多·迪·斯蒂法諾，阿根廷足球運動員（2014年逝世）
- 1927年：珍娜·露露布莉姬妲，義大利女演員、攝影記者、雕塑家（2023年逝世）
- 1934年：詹姆斯·漢密爾頓，英國貴族、政治人物，現任嘉德勳章大臣，第五代阿伯康公爵
- 1940年：馬志玲，台灣商人、企業家，元大集團創辦人（2022年逝世）
- 1940年：于爾根·海因施，德國男子足球運動員（2022年逝世）
- 1942年：麥可王子，英國國王喬治五世的第四個兒子喬治王子之幼子
- 1945年：安德烈·史匹哲，以色列男子擊劍運動員、教練（1972年逝世）
- 1945年：斯泰納爾·阿蒙森，挪威男子皮划艇運動員（2022年逝世）
- 1951年：北川進，日本化學家
- 1952年：阿尔瓦罗·乌里韦，哥伦比亚政治人物，前任哥伦比亚总統
- 1954年：巴戈，台灣男演員（2022年逝世）
- 1955年：廖京生，中國男演員
- 1956年：孫淳，中國男演員
- 1956年：陳明章，台灣男歌手、音樂製作人
- 1959年：雷安娜，香港歌手
- 1960年：呂敬來，韓國廚師
- 1961年：黃奕良，新加坡男演員、商人、導演
- 1963年：倪夏蓮，華裔盧森堡女子乒乓球運動員
- 1964年：埃迪·拉馬，阿爾巴尼亞政治人物，現任阿爾巴尼亞總理
- 1968年：賽勒斯·米斯特里，印度裔愛爾蘭企業家，前任塔塔集團主席（2022年逝世）
- 1970年：丁寧，台灣女演員
- 1971年：可可，雌性西部低地大猩猩，以掌握大量修改版美國手語手勢而聞名（2018年逝世）
- 1973年：Gackt，日本歌手
- 1974年：米克·溫格特，美國喜劇演員、歌手
- 1974年：阿依達·巴拉耶娃，哈薩克政治人物
- 1976年：伊澤一葉，日本鋼琴手，樂團東京事變成员
- 1977年：中村由利，日本歌手
- 1978年：村田雄介，日本漫畫家
- 1979年：林迺晴，台灣漫畫家
- 1979年：歐漢聲，台灣藝人
- 1980年：新井里美，日本女性聲優
- 1981年：塔哈·拉辛，法國男演員
- 1982年：葉安婷，台灣女演員
- 1983年：胡彥斌，中國創作歌手
- 1984年：李帝勳，韓國演員
- 1984年：赤西仁，日本歌手、演員
- 1985年：隋凱，美國華裔演員
- 1986年：增田貴久，日本男子偶像團體NEWS成員
- 1989年：畢暢，中國女演員
- 1989年：趙璧渝，香港女演員
- 1989年：田島章寬，日本男性聲優
- 1989年：尹斗俊，韓國男子偶像團體HIGHLIGHT隊長
- 1990年：紀艾希，台灣女藝人
- 1990年：町田啟太，日本男演員
- 1990年：大卫·克劳斯，德國男演員
- 1992年：美里有紗，日本AV女優
- 1993年：哈其·凱馬魯丁，馬來西亞射箭運動員（2021年逝世）
- 1993年：克里斯蒂安·戈洛梅耶夫，希臘男子游泳運動員
- 1994年：張蔓姿，香港模特兒、演員、歌手
- 1994年：張蔓莎，香港模特兒、演員、歌手
- 1994年：李海印，韓國女子偶像團體I.B.I成員
- 1995年：波茲·馬龍，美國男歌手、演員、作曲家
- 1995年：戴利·辛克格拉文，荷蘭職業足球員
- 1996年：栗原陵矢，日本職業棒球運動員
- 1996年：朱豪，韓國男子偶像團體SF9成員
- 1997年：埃斯拉·耶爾德茲，土耳其女子拳擊運動員
- 1998年：鹿希派，台灣男歌手、詞曲作者
- 1999年：菊地最愛，日本女子偶像團體BABYMETAL成員
- 1999年：劉易斯·克萊爾伯特，紐西蘭男子游泳運動員
- 2000年：江坤宇，臺灣職業棒球運動員
- 2007年：于卉喬，台灣女童星

## 逝世
- 192年：王允，東漢官員（137年出生）
- 1333年：北條高時，日本鎌倉幕府第十四代執權（1304年出生）
- 1333年：長崎圓喜，日本鎌倉時代武士（生年不詳）
- 1333年：長崎高資，日本鎌倉時代武士（生年不詳）
- 1333年：攝津高親，日本鎌倉時代武士、文官（生年不詳）
- 1336年：楠木正成，鎌倉幕府末期到南北朝時期的著名武將（生年不詳）
- 1546年：海雷丁·巴巴羅薩，鄂圖曼海盜（1478年出生）
- 1826年：约翰·亚当斯，美國開國元勛、政治家、律師、外交官、作家，第2任美国总统（1735年出生）
- 1826年：托马斯·杰斐逊，美国政治人物，第3任美国总统，独立战争时期资产阶级民主派主要代表之一，反联邦党创始人（1743年出生）
- 1831年：詹姆斯·門羅，美国政治人物，第5任美国总统（1758年出生）
- 1869年：讓·勒內·康斯特·蓋伊，法國船醫、動物學家、解剖學家（1790年出生）
- 1900年：亞歷山大·斯基恩，英國裔美國婦科醫生（1837年出生）
- 1902年：斯瓦米·維韋卡南達，印度印度教僧侶、哲學家、作家、宗教導師（1863年出生）
- 1912年：清瀨善三，日本釀造家、銀行家、政治家、慈善家。(1833年出生)
- 1915年：佛荷里，法國傳教士、植物採集家。(1847年出生)
- 1926年：森丑之助，日本博物學家（1877年出生）
- 1927年：陈延年，中共江苏省委书记，陈独秀之子（1898年出生）
- 1928年：亨利·范欣，黃金海岸貿易商、政治人物、民族主義領袖（1857年出生）
- 1934年：瑪麗·居禮，法国科学家（1867年出生）
- 1962年：小林躋造，日本海軍軍人、政治人物，第17任臺灣總督（1877年出生）
- 1971年：奧古斯特·德雷斯，美國作家（1909年出生）
- 1979年：李惠堂，香港男子足球運動員（1905年出生）
- 1983年：博德金·亞當斯，英國普通科醫生，涉嫌涉及多宗連環謀殺案（1899年出生）
- 1987年：阿卜杜勒·哈利姆，印尼政治人物，第4任印尼總理（1911年出生）
- 1993年：阿爾斯通·斯科特·豪斯霍爾德，美國數學家（1904年出生）
- 1995年：鮑伯·魯斯，美國著名油畫畫家，同時也是主持長達11年的美國公共電視網的電視節目「歡樂畫室（The Joy of Painting）」系列的主持人（1942年出生）
- 2002年：洛朗·施瓦茨，法國數學家（1915年出生）
- 2006年：拉爾斯·科瓦爾，挪威政治人物，曾任挪威首相（1916年出生）
- 2010年：黃友棣，臺灣音樂家（1911年出生）
- 2013年：洪仲丘，台灣義務役士官，洪仲丘事件受害者（1989年出生）
- 2014年：李福和，香港銀行家，東亞銀行主席（1916年出生）
- 2016年：阿巴斯·奇亞羅斯塔米，伊朗電影導演、編劇、製作人（1940年出生）
- 2019年：李承翰，台灣鐵路警察（1996年出生）
- 2021年：哈爾莫科，印尼政治家（1939年出生）
- 2022年：克勞狄·胡默斯，巴西籍天主教司鐸級樞機、方濟各會會士（1934年出生）
- 2025年：周驄，香港男演員（1932年出生）
- 2025年：巴比·占克斯，美國職業棒球運動員（1981年出生）

## 节假日和习俗
- 美国：獨立日
- 菲律賓：共和國日
- 卢旺达：解放日（英语：Liberation Day (Rwanda)）